# Camarones, Aquismón
Camarones är en ort i Mexiko.   Den ligger i kommunen Aquismón och delstaten San Luis Potosí, i den centrala delen av landet, 270 km norr om huvudstaden Mexico City. Camarones ligger 367 meter över havet och antalet invånare är 143.
Terrängen runt Camarones är lite kuperad. Runt Camarones är det ganska glesbefolkat, med 48 invånare per kvadratkilometer. Närmaste större samhälle är La Lima, 10,8 km öster om Camarones. I omgivningarna runt Camarones växer huvudsakligen savannskog.